# Krajčeva ulica, Novo mesto
Krajčeva ulica je ena od ulic v Novem mestu. Od leta 1993 se imenuje po tiskarju in založniku Janezu Krajcu. Med letoma 1980 in 1993 se je imenovala Ulica XII. udarne brigade. Danes obsega 27 hišnih številk in poteka med krakoma ulice K Roku. Pred tem je bila del Regrče vasi.